# Sit cardenal crestat
El sit cardenal crestat (Paroaria coronata) és una espècie d'ocell de la família dels emberízids (Emberizidae) que habita zones de matoll o arbustives d'Amèrica del Sud, a l'est de Bolívia, el Paraguai, sud del Brasil, Uruguai i nord de l'Argentina. També s'ha introduït a Hawai, Puerto Rico i Xile. El seu nom ve per l'antiga classificació dins els cardinàlids.